# Mohammed Al-Siyabi
Mohammed Ali Humaid Al-Siyabi, gyakran egyszerűen csak Mohammed Al-Siyabi (arabul: محمد بن علي السيابي; Barka, 1990. január 29. –) ománi labdarúgó, az Al-Shabab Club középpályása.

## Pályafutása

### A válogatottban
2012 és 2015 között 26 alkalommal játszott az ománi válogatottban Részt vett a 2012-es Nyugat-ázsiai labdarúgó-bajnokságon, a 2014-es labdarúgó-világbajnokság-selejtezőjén  és a 2015-ös Ázsia-kupán.

## Sikerei. dyjai
Az Al-Shabab
- Ománi liga ezüstérmes: 2011–12